# Победа (Туркестанская область)
Победа (каз. Победа) — село в Жетысайском районе Туркестанской области Казахстана. Входит в состав Ынтымакского сельского округа. Код КАТО — 514487400.

## Население
В 1999 году население села составляло 723 человека (369 мужчин и 354 женщины). По данным переписи 2009 года, в селе проживало 546 человек (266 мужчин и 280 женщин).